# František Štraus
František Štraus (ur. 7 lipca 1933 w Kružlovskej Hute, zm. 27 kwietnia 2008 w Bratysławie) – słowacki literaturoznawca i poeta. 

## Życiorys
Studia słowacystyczne ukończył w 1957 r. na Wydziale Filologicznym Wyższej Szkoły Pedagogicznej w Preszowie, gdzie początkowo pracował jako asystent (1957–1959), a później jako adiunkt. W latach 1959–1971 kierował Katedrą Języka i Literatury Słowackiej na Wydziale Pedagogicznym Uniwersytetu Pavla Jozefa Šafárika w Preszowie, gdzie wykładał teorię i historię literatury słowackiej. W 1967 r. uzyskał stopień kandydata nauk na podstawie pracy Trochejské formy verša v slovenskej poézii od najstarších čias po Hviezdoslava. Od 1991 r. pracował jako docent; w 1994 r. objął stanowisko profesora na Wydziale Pedagogicznym Uniwersytetu Komeńskiego w Bratysławie.
Był pracownikiem naukowym Państwowej Biblioteki Naukowej w Preszowie i Instytutu Krytyki Literackiej i Dokumentacji Teatralnej. W latach 1989–1997 był prezesem Słowackiego Towarzystwa Literaturoznawczego.
Debiutował w 1992 r. zbiorem poetyckim Podobu seba hľadám.  W 1995 r. wydał drugi zbiór zatytułowany Úzkosť. Autor publikacji z zakresu literaturoznawstwa i poetyki.
Otrzymał nagrodę Stowarzyszenia Pisarzy Słowackich (1995) za pracę Strofa a metrum v poézii P. O. Hviezdoslava oraz nagrodę Funduszu Literatury (2002) za publikację Príručný slovník literárnovedných termínov.

## Wybrana twórczość
Opracowano na podstawie źródła:
- Príručný slovník literárnovedných termínov (2001)
- Základy informačnej analýzy verša (2001)
- Slovník poetiky (2007)
- Poézia a verš (verzologické praktikum) (2007)